# Dikpilləkən
Dikpilləkən (armeniska: Սանդուխտասար Լեռ) är ett berg i Azerbajdzjan, på gränsen till Armenien. Det ligger i den västra delen av landet, 400 km väster om huvudstaden Baku. Toppen på Dikpilləkən är 3 404 meter över havet, eller 89 meter över den omgivande terrängen. Bredden vid basen är 1,8 km.
Terrängen runt Dikpilləkən är huvudsakligen kuperad. Runt Dikpilləkən är det ganska glesbefolkat, med 28 invånare per kvadratkilometer.. Det finns inga samhällen i närheten.
Trakten runt Dikpilləkən består i huvudsak av gräsmarker.